# Епафрас
Епафрас (лат. Epaphras) — апостол від сімдесяти, сподвижник апостола Павла, був єпископом міста Колоси і церков Лаодикії та Ієраполя (Мала Азія). Згідно з апостольськими посланнями, разом з апостолом Павлом був ув'язнений в Римі (Фил. 1:23,  Кол.  4:12 -13).
Пам'ять в православній церкві відбувається 4 січня (за юліанським календарем) у складі Собору апостолів від сімдесяти.